# Aylwinklasse

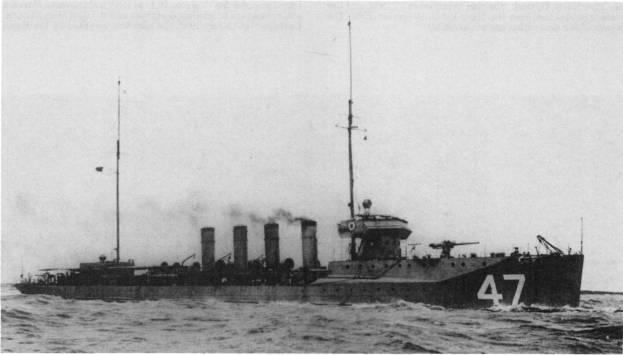
USS Aylwin (DD-47)

De Aylwinklasse van vier torpedobootjagers diende tijdens de Eerste Wereldoorlog bij de Amerikaanse marine.
Alle vier de schepen werden gebouwd door William Cramp and Sons in Philadelphia.
De schepen werden volgens hetzelfde ontwerp gebouwd als de Cassinklasse en worden vaak ook in die klasse ingedeeld.

## Schepen
- USS Aylwin (DD-47)
- USS Parker (DD-48)
- USS Benham (DD-49)
- USS Balch (DD-50)